# Morgan megye (Tennessee)
Morgan megye az Amerikai Egyesült Államokban, azon belül Tennessee államban található. Megyeszékhelye Wartburg, legnagyobb városa Coalfield. Lakosainak száma 21 035 fő (2020. április 1.). Morgan megye Scott, Anderson, Roane, Cumberland és Fentress megyékkel határos.

## Népesség
A megye népességének változása:
| Lakosok száma | 21 991 | 22 042 | 22 039 | 21 915 | 21 498 | 21 035 |
|               | 2010   | 2011   | 2012   | 2013   | 2015   | 2020   |